# Blanchering
Blanchering er en teknik i madlavning, hvor grøntsager ganske kort tid sænkes ned i spilkogende vand, hvorpå de køles hurtigt ned igen i meget koldt vand. Teknikken sikrer, at grøntsagerne bevarer deres farver og sprødhed, når de efterfølgende bruges i andre sammenhænge som salater. Blanchering bruges som alternativ til gennemkogning.
Teknikken bruges også til at fjerne skind fra grøntsager og frugter som tomater, peberfrugter, ferskner og blommer. Efter afkølingen kan skindet gnides af, uden at frugten eller grøntsagen er rigtig tilberedt. For denne anvendelse af blanchering bruger man også betegnelsen skoldning, og for tomater bruger man ofte begrebet flåning.
Teknikken er med til at bevare flest mulige vitaminer i grøntsagerne samt dræbe bakterier på grøntsagens overflade.